# 阿什兰县 (威斯康星州)
阿什兰县（英語：Ashland County）是美国威斯康辛州北部的一個郡，北傍苏必利尔湖，並轄阿波斯特尔群岛的大部分，面積5,941平方公里。根據2020年美國人口普查，共有人口16,027人。縣治亞士蘭。該縣成立於1860年，縣名源自聯邦參議員亨利·克莱在肯塔基州萊辛頓附近的莊園。